# 함양 함화루
함양 함화루(咸陽 咸化樓)는 대한민국 경상남도 함양군 함양읍 운림리에 있는 건축물이다.
1986년 8월 6일 경상남도의 유형문화재 제258호 함화루으로 지정되었다가, 2018년 12월 20일 현재의 명칭으로 변경되었다.

## 개요
조선시대 함양읍성의 남문으로 이름은 멀리 지리산이 보인다는 뜻으로 망악루라 했으나 1932년 지금의 자리로 옮기면서 함화루로 고쳤다.
앞면 3칸·옆면 2칸의 2층 건물이며 지붕 옆면이 여덟 팔(八)자 모양인 팔작지붕으로 되어있다. 2층 내부는 단청으로 칠했으며 난간을 둘렀고 나무로 된 계단을 설치해 1층으로 통하게 만들었다. 1층에는 기둥에 남아있는 흔적으로 보아 기둥 사이에 벽과 문짝이 있었음을 알 수 있다. 이것은 읍성의 남문으로 사용했을 때 있던 것으로 보인다.

## 같이 보기
- 함양읍성
- 함양 상림

## 참고 문헌
- 함양 함화루 - 국가유산청 국가유산포털